# Тусклая голубая галактика
Тусклая голубая галактика — тип галактик с болометрической звёздной величиной >22m, впервые обнаруженных в результате наблюдений 1978 года  . Тусклыми они были названы из-за малых размеров и далёкого расположения. При обнаружении они не соотносились ни с одной существующей на тот момент теорией. Дальнейшие наблюдения в 1988 году показали избыток тусклых галактик. Их интерпретировали как карликовые галактики с интенсивным звездообразованием, в результате которого излучается синий свет от молодых массивных звёзд. 
Однако теперь распределение этих галактик согласуется с инфляционной моделью, измерениями реликтового излучения и ненулевой космологической постоянной, то есть с существованием темной энергии . 
Красное смещение большинства тусклых голубых галактик составляет 0,5-2. Считается, что при слиянии с другими галактиками они исчезают как отдельные объекты .